# Соли (Кипър)
Вижте пояснителната страница за други значения на Соли.
Соли (на старогръцки: Σόλοι; също Solia; на латински: Soli) е град-царство от желязната епоха и древен град в северозападнта част на остров Кипър. Според Страбон столицата Солой се намирал на река и имал пристанище. Над града се намирал град Лимения.

## Царе на Соли
- Онесилос, син на Херсис и на Филокипрос (Херодот, Historien V, 113)
- Пасикрат/Стасикрат, по времето на Александър Велики
- Евност, зет на Птолемей I

## Известни граждани
- Никокъл (Νικοκλής), офицер на Александър Велики
- Стасанор, генерал на Александър Велики и сатрап
- Клеарх от Соли (* пр. 340 пр.н.е.), гръцки философ